# Ferrobacteria
Sous-embranchement
Classification phylogénétique
- Eubactéries
  - Protéobactéries
  - groupe :
    - Firmicutes
      - groupe Bacillus / Clostridium
      - Actinobactéries

    - groupe :
      - Cyanobactéries
      - groupe Thermus / Deinococcus

  - groupe :
    - Bactéries vertes sulfureuses
    - groupe :
      - Flavobactéries
      - Bactéroïdes

  - groupe :
    - Spirochètes
    - Chlamydiales

  - Planctomycétales
  - Bactéries vertes non sulfureuses
  - Aquificales
  - Thermotogales

Ferrobacteria (ou ferrobactéries) désigne un super-embranchement de bactéries, groupe taxonomique obsolète et non reconnu par le Comité international de systématique des procaryotes. « L'étude de leur morphologie, souvent très différenciée, a fait de grands progrès grâce au microscope électronique. Leur physiologie et leur bioénergétique posent encore des problèmes mal résolus, car leur culture au laboratoire est difficile et l'isolement de la plupart des espèces aléatoire. Enfin, d'un point de vue pratique, elles peuvent intervenir directement ou indirectement dans certains phénomènes d'obstruction des canalisations et de corrosion des métaux ».

## Classification
Ce groupe taxonomique obsolète a longtemps été défini comme regroupant « des bactéries gram négatif qui paraissent utiliser le fer et/ou le manganèse comme un élément essentiel de leur métabolisme énergétique ». En fait, il s'est ensuite avéré que seul le genre Gallionella répond strictement à ces critères. Les genres semblent n'avoir qu'une relation indirecte avec le fer.
Les Ferrobacteria Cavalier-Smith 2002 sont créés comme une classe, quatre ordres ont été proposés par d'autres chercheurs mais la classe et certains de ces ordres sont désormais obsolètes et considéré comme des synonymes hétérotypiques.
1. Deferribacteres
2. Chrysiogenetes
3. Synergistetes
4. Nitrospirae

Une autre classification, faite sur des bases morphologiques les regroupe en trois groupes :
1. les ferrobactéries engainées ;
2. les ferrobactéries bourgeonnantes et/ou pédonculées ;
3. les ferrobactéries chimiolithotrophes gram négatif.

Parmi les ferrobactéries, figurent par exemple les genres Sphaerotilus, Crenothrix, Clonothrix, Siderococcus, Siderosphaera, Naumaniella et Gallionella (de).

## Histoire évolutive
Elle est également mal connue, mais on trouve des traces de ces bactéries dans un passé lointain, via les roches qu'elles ont contribué à former,. Dans l'écosystème elles contribuent à fixer le fer et sont notamment responsable de la couleur rouge de divers types de calcaires.

## Écologie

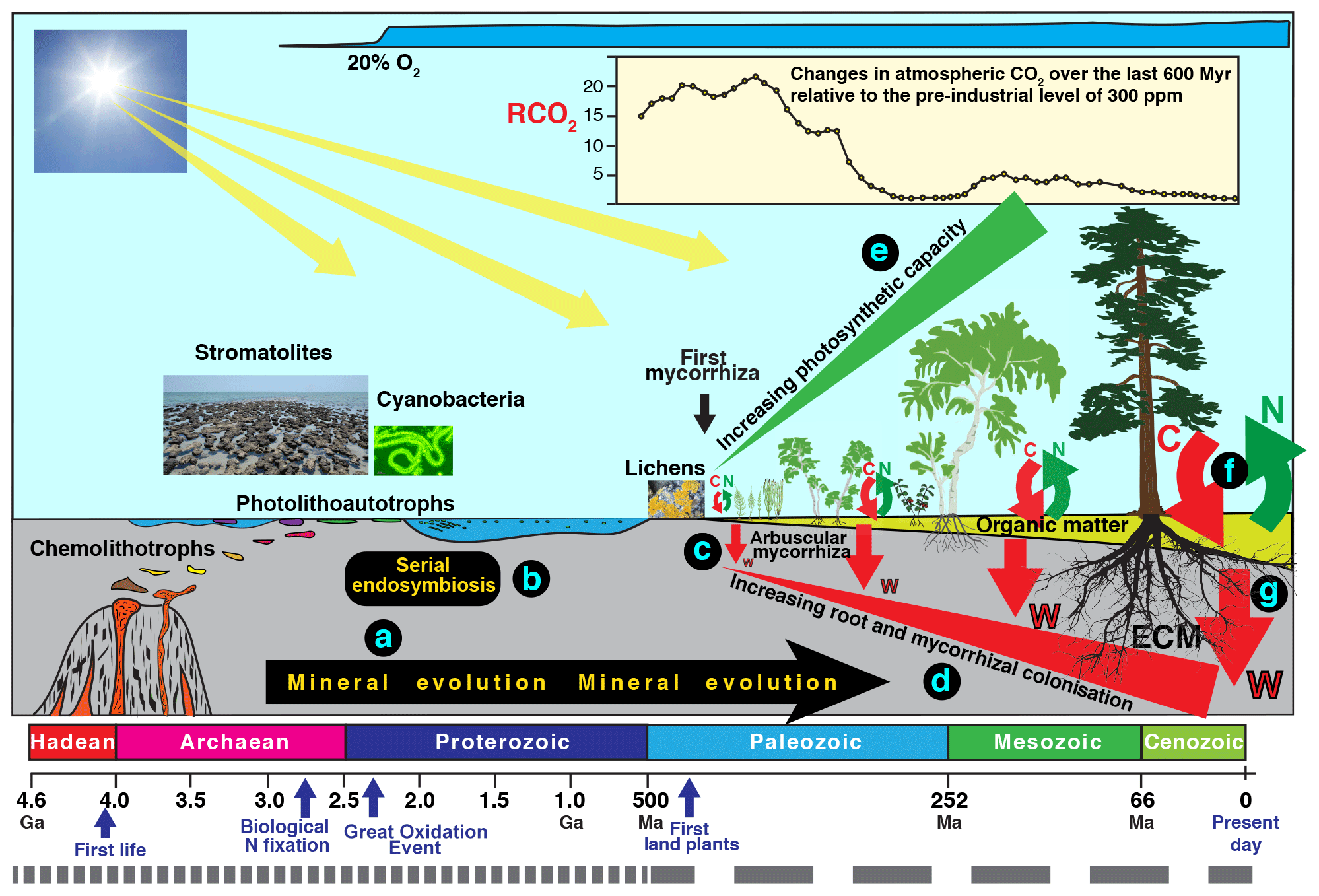
Rôle évolutif et écologique majeur des ferrobactéries dans le processus de biométéorisation et de mobilisation du fer, deuxième élément le plus abondant dans le globe terrestre et septième élément le plus abondant dans le monde vivant.

Les bactéries du groupe des ferrobactéries sont très diverses.
Les bactéries ferri-réductrices (telles Geobacter metallireducens (en) ou Shewanella putrefaciens (en)) sont capables, en l'absence d'oxygène, de « respirer » le fer ferrique en le mobilisant par la réduction d'oxydes de fer du sol au contact de l'eau, selon la réaction :
Fe(OH)3 + 2 H+ → Fe2+ + ¼ O2 + 2½ H2O
Les bactéries ferro-oxydantes tirent leur énergie par le processus inverse d'oxydation du fer ferreux, selon la réaction :
Fe2+ + ¼ O2 + 2½ H2O → Fe(OH)3 + 2 H+
Compte tenu de la valeur très proche du potentiel d'oxydo-réduction du couple Fe3+/Fe2+ et O2/H2O, l'énergie obtenue par les réactions de réduction ou d'oxydation est très faible, si bien que ces ferrobactéries ne produisent que très peu de biomasse, leur présence étant révélée par l'énorme quantité de composés ferreux ou ferriques qu'elles produisent.
Certaines de ces bactéries peuvent intervenir dans le processus de colmatage des canalisations (ocre ferreuse). D'autres peuvent pulluler dans des eaux industrielles très polluées.
Avec les mangano-bactéries et d'autres bactéries productrices de biofilms, elles peuvent contribuer, en présence d'ion Cl− à une corrosion (processus de biocorrosion (en)) accélérée de certains tuyaux ou matériaux, y compris en inox (ex : tuyau de 3 mm en AISI 304L présentant des fuites après un mois d’exposition dans une eau contenant 200 ppm de Cl−).

## Utilisations
Certaines de ces bactéries ont été retrouvées dans des installations de déferrisation ce qui a permis de mieux comprendre leurs besoins vitaux et d'envisager de les utiliser au service d'une « déferrisation biologique ». Il est possible de les cultiver dans un filtre à sable en l’ensemençant
Une bactérie « mangeuse de fer » du genre Pseudomonas, est étudiée pour dépolluer les déchets amiantés, la toxicité de l'amiante étant due en grande partie au fer qui la compose.